# Borowec
Borowec (bułg. Боровец) – bułgarski ośrodek wypoczynkowy w obwodzie sofijskim, na północnych zboczach Riły. Znajduje się 10 km od Samokowa, 73 km od Sofii i 125 km od Płowdiwu.
Borowec jest najstarszym bułgarskim kurortem zimowym z historią sięgającą 1897, został założony przez księcia Ferdynanda. W 1993 odbyły się tu mistrzostwa świata w biathlonie. W latach 80. i 90. były tu rozgrywane konkursy Pucharu Świata w narciarstwie alpejskim.
Jeden z hoteli i camping w miejscowości zostały zrealizowane przez poznański Miastoprojekt.